# Kaap River
La Kaap River (aussi appelée Umlambongwane ou Little Crocodile River) est une rivière dans la vallée De Kaap dans la province du Mpumalanga en Afrique du Sud. 

## Géographie
C’est un affluent de la Crocodile River avec laquelle elle se rejoint à Kaapmuiden. La rivière Kaap compte deux affluents principaux, la rivière Kaap Nord (en afrikaans : Noordkaap) et la rivière Kaap Sud (en afrikaans : Suidkaap). Ses tronçons inférieurs traversent les pittoresques monts de Krokodilpoortsberge, où il a plusieurs affluents, y compris le ruisseau Figtree et le ruisseau Low (ou Mantibovu).

## Histoire
La zone de captage de la rivière était autrefois habitée par la tribu Mbayi, ou peuple de Maseko, qui ont été soumis par les bakaNgomane. Leur lieu de résidence peut encore être reconnu par leurs cairns, dont le but supposé n’est pas encore clair.

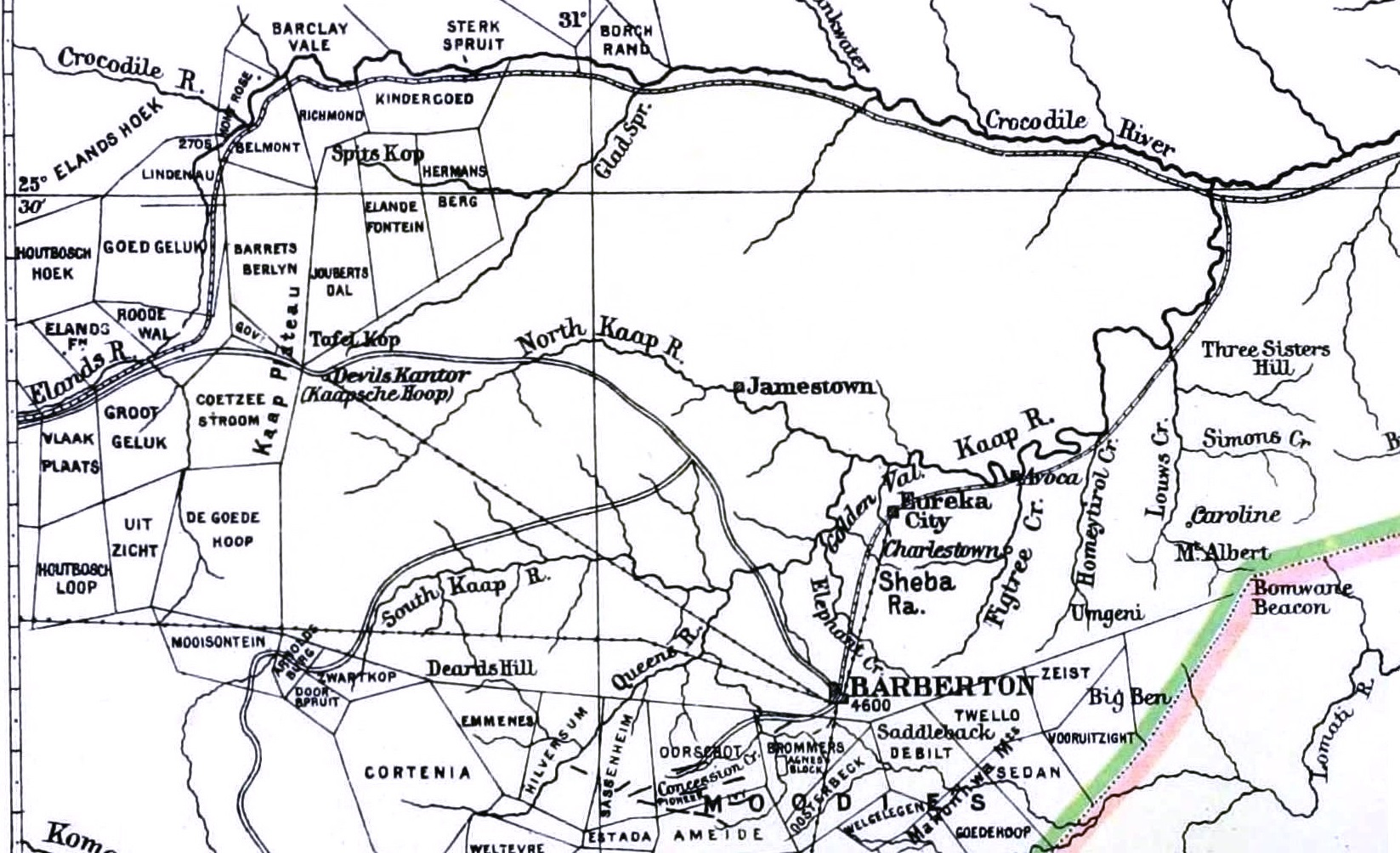
La rivière Kaap et ses affluents sur une carte de 1895. La frontière entre l’Afrique du Sud et le Swaziland est indiquée en bas à droite.